# Peterswörth

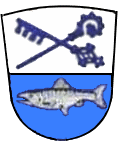
Ehemaliges Wappen

Peterswörth ist ein Gemeindeteil der Stadt Gundelfingen an der Donau im Landkreis Dillingen an der Donau (Bayern). Die ehemals selbständige Gemeinde Peterswörth wurde zum 1. Mai 1978 zu Gundelfingen eingemeindet.  
Das Pfarrdorf, drei Kilometer südlich von Gundelfingen, liegt auf 433 Meter Höhe über dem Meeresspiegel. Peterswörth befindet sich im Übergangsbereich der Ostausläufer des Kleinen Donaumooses zum Westrand des Überschwemmungsbereiches der linksseitigen Donauauen.

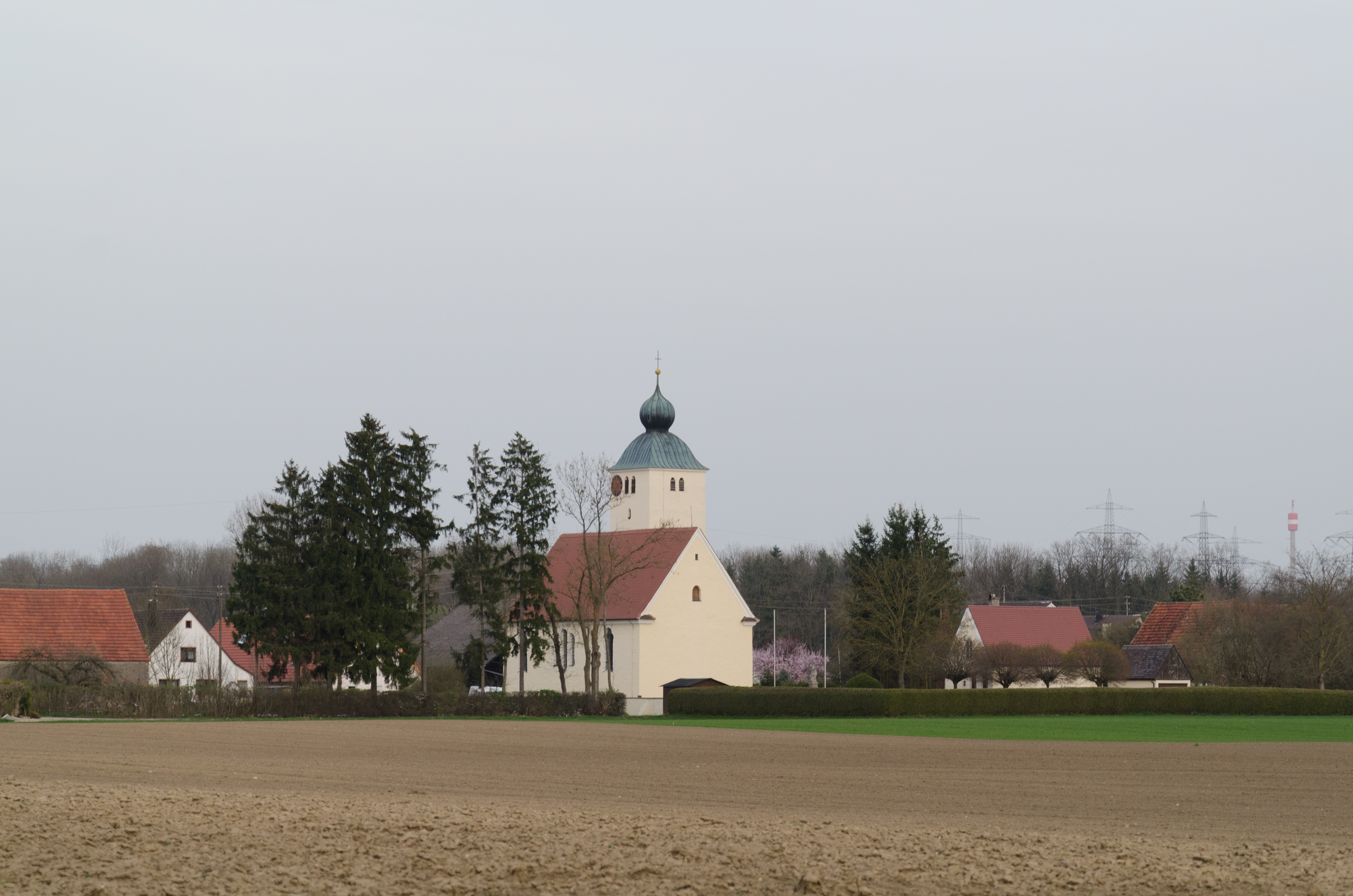
Ansicht von Peterswörth mit Kirche St. Peter und Paul

## Geschichte
Peterswörth wird im Jahr 1225 erstmals als Werde genannt. Wörth bedeutet Uferland, Halbinsel oder Insel. Der Ort Peterswörth entstand auf einer größeren Zahl von Inseln, die durch Donauarme herausgearbeitet worden waren.
Um 1270 wird erstmals die Bezeichnung Werde sancti Petri überliefert. Der Ort wurde vermutlich im Hochmittelalter als Ausbausiedlung von Gundelfingen aus angelegt. Die ursprünglichen Siedler waren wohl Fischer, das Kirchenpatrozinium weist ebenfalls darauf hin. Um 1122 wurde Peterswörth dem Kloster Echenbrunn gestiftet. Zusammen mit dem Landgericht Höchstädt kam Peterswörth 1505 vom Herzogtum Bayern-Landshut an das neu gebildete Fürstentum Pfalz-Neuburg. Bis zu dessen Auflösung im Jahr 1803 unterstand der Ort dem Pflegamt Gundelfingen. 

## Sehenswürdigkeiten
In der Liste der Baudenkmäler in Gundelfingen ist für Peterswörth ein Baudenkmal aufgeführt:
- Katholische Pfarrkirche St. Peter und Paul, erbaut 1738/39

## Bodendenkmäler
Siehe: Liste der Bodendenkmäler in Gundelfingen an der Donau